# Kohärente Konstruktion
Die Begriffe kohärente Konstruktion und inkohärente Konstruktion bezeichnen in der Grammatik des Deutschen zwei verschiedene Typen von Konstruktionen mit Verben im Infinitiv. Bei der kohärenten Konstruktion ist das infinite Verb Teil eines zusammengesetzten Prädikats. Dies führt auch zu Besonderheiten in dem grammatischen Verhalten, das die Ergänzungen dieses Infinitivs zeigen. Dieses Verhalten bezeichnet man als Kohärenzeffekte.
Bei der inkohärenten Konstruktion hat das infinite Verb zusammen mit seinen Ergänzungen den Status eines selbständigen Nebensatzes. Der inkohärent konstruierte Infinitiv wird daher auch als satzwertiger Infinitiv bezeichnet.
Nur Infinitive, die mit der Partikel „zu“ markiert sind, können eine inkohärente (satzwertige) Konstruktion bilden. Jedoch müssen zu-Infinitive nicht immer inkohärent sein; zum Beispiel erfordert das Verb scheinen stets eine kohärente Konstruktion (etwa in: „es scheint zu regnen“).

## Erkennungsmerkmale der inkohärenten Konstruktion
Eine Faustregel zur Erkennung inkohärenter Konstruktionen ist, dass die Infinitivgruppe als ganze im Satz nachgestellt werden kann, d. h. im Nachfeld auftreten kann, wo auch finite Nebensätze stehen, die mit Konjunktionen eingeleitet werden. (Es gibt seltene Ausnahmen in Form nachgestellter Infinitive, die nicht satzwertig sind; ihre Akzeptabilität gilt dann auch manchmal als strittig.)
- Beispiele für die inkohärente Konstruktion:[2]

```
(1) Er versuchte, 
nicht zu lachen

(2) … da er ihn zwang, 
sie zu heiraten
```

Vergleiche hierzu auch:
```
(3)
a. Er schaffte es, [nicht zu lachen]
b. Er schaffte es, [dass er nicht lachen musste].
```

- Beispiele, wo die inkohärente Konstruktion ausgeschlossen ist:

```
(4) * Er erzählte, dass er gesehen hat, 
ihn tanzen

(5) * … dass es schien, 
ihm zu gefallen
.
```

Im Beispiel (4) ist keine Nachstellung des Infinitivs möglich, also keine inkohärente Konstruktion, wie regelmäßig bei allen bloßen Infinitiven ohne zu. Das Beispiel (5) zeigt, dass aber auch manche zu-Infinitive die inkohärente Konstruktion ausschließen.
Dass eine Infinitivkonstruktion satzwertig sein kann, zeigt sich auch daran, dass nebensatzeinleitende Konjunktionen hierfür existieren: um (+ zu), evtl. auch ohne / anstatt (+ zu).

## Das „Kohärenzfeld“
Die kohärente Konstruktion ist möglich mit verschiedenen Typen von Infinitiven, die zusammen mit einem finiten Verb am Satzende stehen. Ein Erkennungsmerkmal der kohärenten Konstruktion ist, dass eine Zuordnung von einzelnen Ergänzungen an einzelne Verben nicht möglich ist, vielmehr sind alle Verben des Satzes in einen einzigen Verbalkomplex zusammengefasst, und die Ergänzungen bilden ein kohärentes Feld, in dem jedes Satzglied als Ergänzung zum gesamten Verbkomplex gilt (siehe hierzu auch den Artikel Prädikat (Grammatik)). Dies zeigt sich an mehreren Effekten:

### Wortstellungsfreiheit
Ein Effekt der kohärenten Konstruktion ist, dass auch solche Satzglieder in ihrer Reihenfolge vertauscht werden können, die sinngemäß zu verschiedenen Verben gehören würden. In den folgenden Beispielen wird dies anhand des Infinitivs dargestellt, der von dem Verb versuchen abhängt; das Besondere an diesem Verb ist, dass es wahlweise eine kohärente oder inkohärente Konstruktion seines abhängigen Infinitivs erlaubt. Daher zeigen die Sätze (6a) und (6b) (mit der angegebenen Klammerung) eine inkohärente Konstruktion des Infinitivs; jedoch (6c) eine kohärente:
- Diagnose der kohärenten Konstruktion:[3]

```
(6)
a. 
dass Ella versucht, sich zu erinnern
 (inkohärente Konstruktion)
b. 
dass Ella [
sich zu erinnern
] versucht
 (Klammerung nach sinngemäßer Gliederung)
c. 
dass 
sich
 Ella 
zu erinnern
 versucht
 (Umstellung möglich: alle Ergänzungen in einem Kohärenzfeld)
```

Im Gegensatz zu der obigen Konstruktion mit versuchen ist mit dem Verb zwingen keine kohärente Konstruktion möglich, auch dann nicht, wenn der Infinitiv im Satzinneren steht:
- Vergleiche: Inkohärente Konstruktion im Satzinneren:[4]

```
(7)
a. 
dass ihn Ella [
sich zu entschuldigen
] zwang

b. *NICHT: 
dass ihn 
sich
 Ella 
zu entschuldigen
 zwang
```

### Deutung der Verneinung
Ein weiterer Effekt der kohärenten Konstruktion ist, dass der Bezug der Negation mehrdeutig werden kann. In dem folgenden Beispiel (als Nebensatz angegeben, damit man alle Prädikatsteile beisammen sieht) steckt eine Negation in dem Wort nichts, das als Akkusativobjekt des Satzes auftritt:
```
(8) 
… weil die Frau ihrer Tochter nichts zu essen erlaubte.
```

Dieser Satz ist mehrdeutig, und die Mehrdeutigkeit liegt daran, dass eine kohärente Konstruktion gebildet werden kann. Das Verb erlauben erlaubt jedoch auch Umschreibungen in inkohärenter Konstruktion. Diese inkohärenten Varianten zeigen dann die Ambiguität:
```
a. Die Frau erlaubte ihrer Tochter, nichts zu essen.
b. Die Frau erlaubte ihrer Tochter nicht, etwas zu essen.
```

Wenn in dem eingangs gezeigten Beispiel eine kohärente Konstruktion vorliegt, heißt dies, dass die Abtrennung eines Nebensatzes wie in den Umschreibungen a./b.  gerade eingeebnet wird. Die kohärente Konstruktion wird dann mehrdeutig, weil das Objekt nichts als Verbindung nicht + etwas fungieren kann (die sog. „Kohäsion“), und weil bei kohärenter Konstruktion dieses Wort grammatisch als Ergänzung des gesamten zusammengesetzten Prädikats behandelt wird. Dadurch entsteht die Deutungsmöglichkeit, die in der Kohäsions-Form nichts enthaltene Verneinung auch auf einen anderen Teil des zusammengesetzten Prädikats zu beziehen, nämlich erlauben.
• Zum Bezug der Negation siehe auch den Artikel Skopus (Sprachwissenschaft)